# Водяная змея Жерара
Водяная змея Жерара (лат. Gerarda prevostiana) — вид змей из семейства ужеобразных, единственный представитель рода водяные змеи Грея (Gerarda).

## Описание
Общая длина достигает 30—50 см. Голова небольшая, узкая. Глаза большие с вертикальными зрачками. Ноздри узкие, находятся сверху. Имеет заднечелюстные ядовитые клыки. Туловище длинное, тонкое. По середине туловище расширяется, хвост длинный.
Окраска спины оливково-зелёная, серая или коричневая. Анальный пространство имеет более тёмный цвет, брюхо тёмно-серого окраса. Губы коричнево-кремовые с тёмной полосой.
Яд не представляет опасности для жизни человека.

## Образ жизни
Населяет болота, мангровые леса, приливные реки в прибрежных районах. Хорошо плавает. Активна ночью, питается крабами, креветками, иногда рыбой.

## Размножение
Это яйцеживородящая змея. Самка рождает до 5 детёнышей.

## Распространение
Обитает в штатах Индии Махараштра и Керала. Часто встречается в южной Мьянме, на острове Шри-Ланка, в Таиланде, южной Камбодже, западной Малайзии. Иногда случается на Филиппинах и в Бангладеш.